# Peter Engler
Peter Engler (* 3. September 1936) ist ein ehemaliger deutscher Fußballspieler.

## Spielerkarriere
Engler begann seine Karriere in der Amateurliga beim VfB Hermsdorf. 1957 wechselte er dann zu Tasmania Berlin in die Oberliga. Bei den Tasmanen wurde der Angreifer umgehend Stammspieler und stand am Saisonende auf dem 5. Platz. In der folgenden Saison wurde er mit seiner Mannschaft dann überraschend vor dem Spandauer SV Berliner Meister. Dadurch qualifizierte man sich für die Endrunde um die deutsche Meisterschaft 1959. Allerdings konnte man sich dort gegen Kickers Offenbach, en Hamburger SV und Westfalia Herne nicht durchsetzen und beendete die Gruppenphase bei nur einem Sieg als abgeschlagener Letzter.
Anschließend wechselte Engler zum Ortsrivalen Hertha BSC. Mit den Blau-Weißen konnte er noch vor dem Saisonbeginn den ersten Titel gewinnen, indem man das Berliner Pokalfinale 1959 gewann, in welchem Engler drei Tore beim 4:1 gegen den Spandauer SV erzielte. Auch in der anschließenden Oberliga-Saison lief es für Peter Engler gut und ihm gelangen in 25 Einsätzen zwölf Tore. Nur Helmut Faeder (19 Tore) und Lutz Steinert (13) waren noch treffsicherer. In der Oberliga lief es dagegen nicht ganz so gut und der erhoffte Titelgewinn wurde um einen Punkt hinter Englers Ex-Verein Tasmania verpasst. Zu einem versöhnlichen Saisonabschluss führte die Verteidigung des Pokaltitels nach einem 5:2 im Poststadion gegen Wacker 04. Im gesamten Wettbewerb gelangen Engler in vier Einsätzen ebenso viele Tore.
Auch 1960/61 war Tasmania der härteste Konkurrent in der Oberliga, konnte diesmal aber von den von Hanne Sobek trainierten Herthanern distanziert werden. Und auch Engler traf mit zehn Treffern erneut zweistellig. Durch den Gewinn des Oberliga-Titels qualifizierte sich die Elf vom Gesundbrunnen für die Endrunde um die deutsche Meisterschaft 1961, in der Engler alle sechs Spiele bestritt. Jedoch konnte auch er nicht verhindern, dass sein Team hinter dem 1. FC Nürnberg, Werder Bremen und den Kölner Geißböcken nur Gruppenletzter wurde.
Anschließend wechselte Engler für eine Saison zurück zu Tasmania, mit denen er auf Anhieb neben dem regionalen Pokaltitel (4:1 gegen BFC Meteor 06) auch den Oberliga-Titel gewann. Dadurch durfte Engler zum dritten und letzten Mal an einer Endrunde um die deutsche Meisterschaft partizipieren. Der Einzug ins Finale wurde aber hinter dem Club aus Nürnberg als Gruppenzweiter knapp verpasst.
Trotzdem hatte er die Verantwortlichen des 1. FC Nürnberg überzeugt und wechselte erstmals zu einem Verein außerhalb Berlins. Bei den Franken konnte Engler sich allerdings nicht durchsetzen und bestritt in der Oberliga Süd, in der man die Titelverteidigung hinter dem TSV 1860 München knapp verpasste, lediglich elf Partien. Daneben kam er zu drei Einsätzen in der Endrunde um die deutsche Meisterschaft 1963. International lief es für die Glubberer dagegen besser und sie erreichten das Halbfinale im Europapokal der Pokalsieger. Trotz eines 2:1 im Hinspiel gegen Atlético Madrid schied Engler, der fünf der sechs Partien absolvierte, durch ein 0:2 im Rückspiel aus.
Nach nur einer Saison zog Engler 1963 in die Schweiz zu Lausanne-Sports weiter. Mit den Westschweizern wurde er Schweizer Pokalsieger.
Doch nach nur einer Saison kehrte er nach West-Berlin zurück und nahm einen dritten Anlauf bei Tasmania. Und obwohl man in der Regionalliga Berlin hinter Tennis Borussia und Spandau nur Dritter wurde, fand man sich zur Saison 1965/66 plötzlich in der 1. Bundesliga wieder, da Hertha BSC seinen Spielern teilweise unerlaubte Handgelder gezahlt hatte und dadurch zwangsabsteigen musste. Da der DFB jedoch eine Mannschaft aus Berlin in der höchsten Spielklasse haben wollte und Tebe bereits in der Aufstiegsrelegation gescheitert war und der Spandauer SV als Zweitplatzierte auf den Aufstieg verzichtete, kam Tasmania zu Aufstiegsehren. Mit 26 Einsätzen gehörte Engler zu den Stammspielern einer Elf, die fast alle Negativrekorde aufstellen sollte und am Ende sang- und klanglos als Schlusslicht abstieg. Doch auch nach dem desaströsen Abstieg blieb Engler für ein weiteres Jahr bei den Blau-Weißen.
1967 wechselte er dann trotzdem zum 1. FC Neukölln, bei dem Peter Engler nach zwei Regionalliga-Jahren seine Spielerkarriere 1969 32-jährig beendete.

## Erfolge
- Schweizer Pokalsieger: 1964 (Lausanne-Sports)
- Berliner Meister: 1961 (Hertha BSC), 1962 (Tasmania Berlin)
- Berliner Pokalsieger: 1959, 1960 (Hertha BSC), 1962 (Tasmania Berlin)